# Šakšúka
Šakšúka nebo šakšuka (arabsky شكشوكة, hebrejsky שקשוקה, původní arabský význam slova je „směs“) je původem severoafrický zeleninový pokrm. S opečenými tousty se zde obvykle servíruje k snídani. 
Tradiční recept postupuje tak, že se na pánvi připraví zeleninová směs, jejíž hlavní složkou jsou rajčata, cibule a paprika. Do téměř hotové hmoty se pak udělají důlky, kam se vyklepnou vajíčka, která se v pokrmu uvaří naměkko. Existuje řada variant lišících se ingrediencemi a ochucením pokrmu.